# Aeroportul Akita
Aeroportul Akita (IATA: AXT, ICAO: RJSK) este un aeroport din Akita, Akita, Prefectura Akita, Japonia ce deservește zona Akita. Aeroportul a fost tranzitat în decembrie 2020 de 28.355 de pasageri. A fost deschis în 1 octombrie 1961 și numit după zona deservită.
Situat la o altitudine de 93 m, aeroportul dispune de 1 pistă. Este operat de Prefectura Akita.

## Infrastructură

### Piste
Aeroportul dispune de o singură pistă. Pista are orientarea 10/28.